# Сенегальская борьба

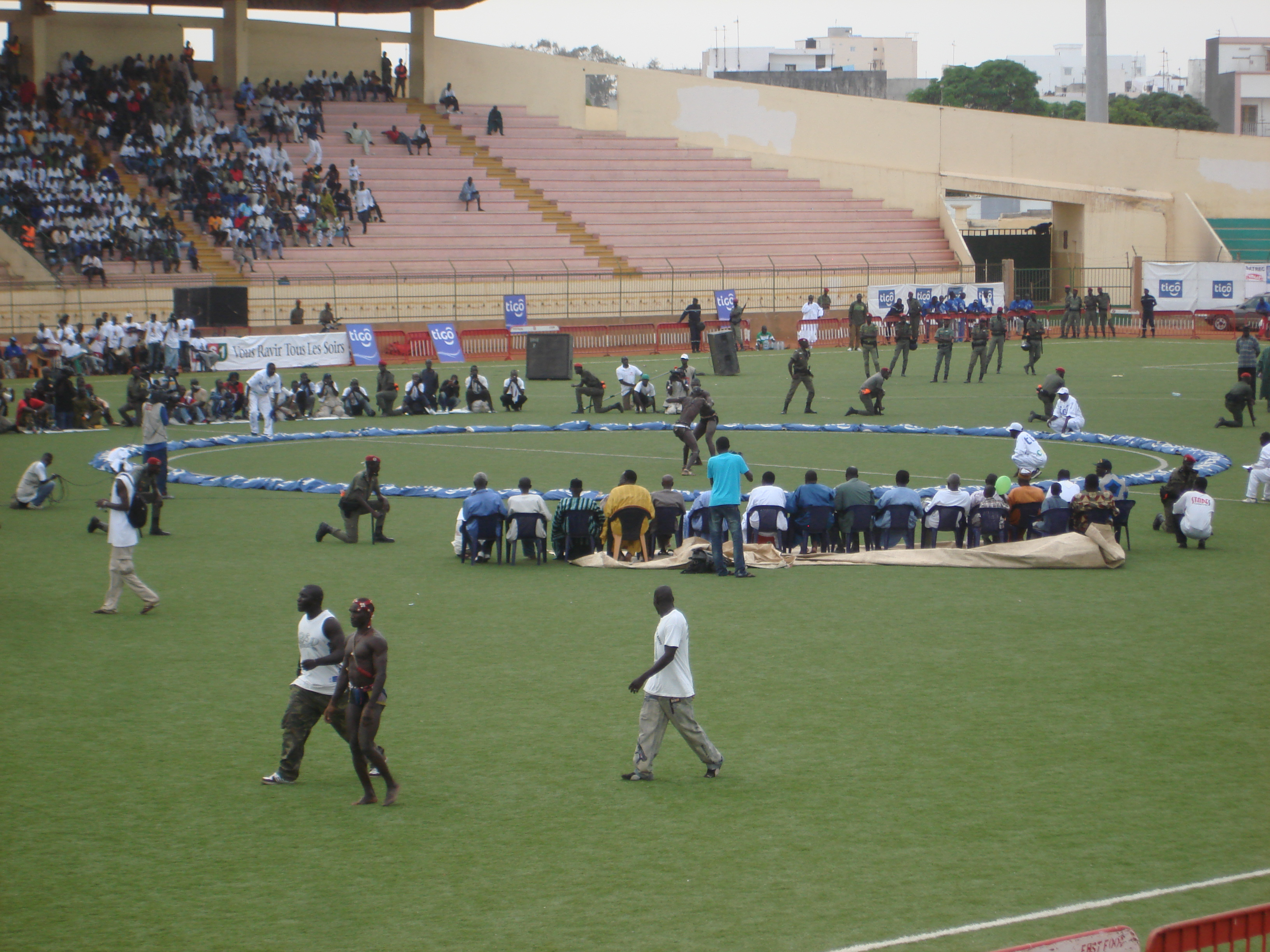
Борьба на стадионе Демба Диоп

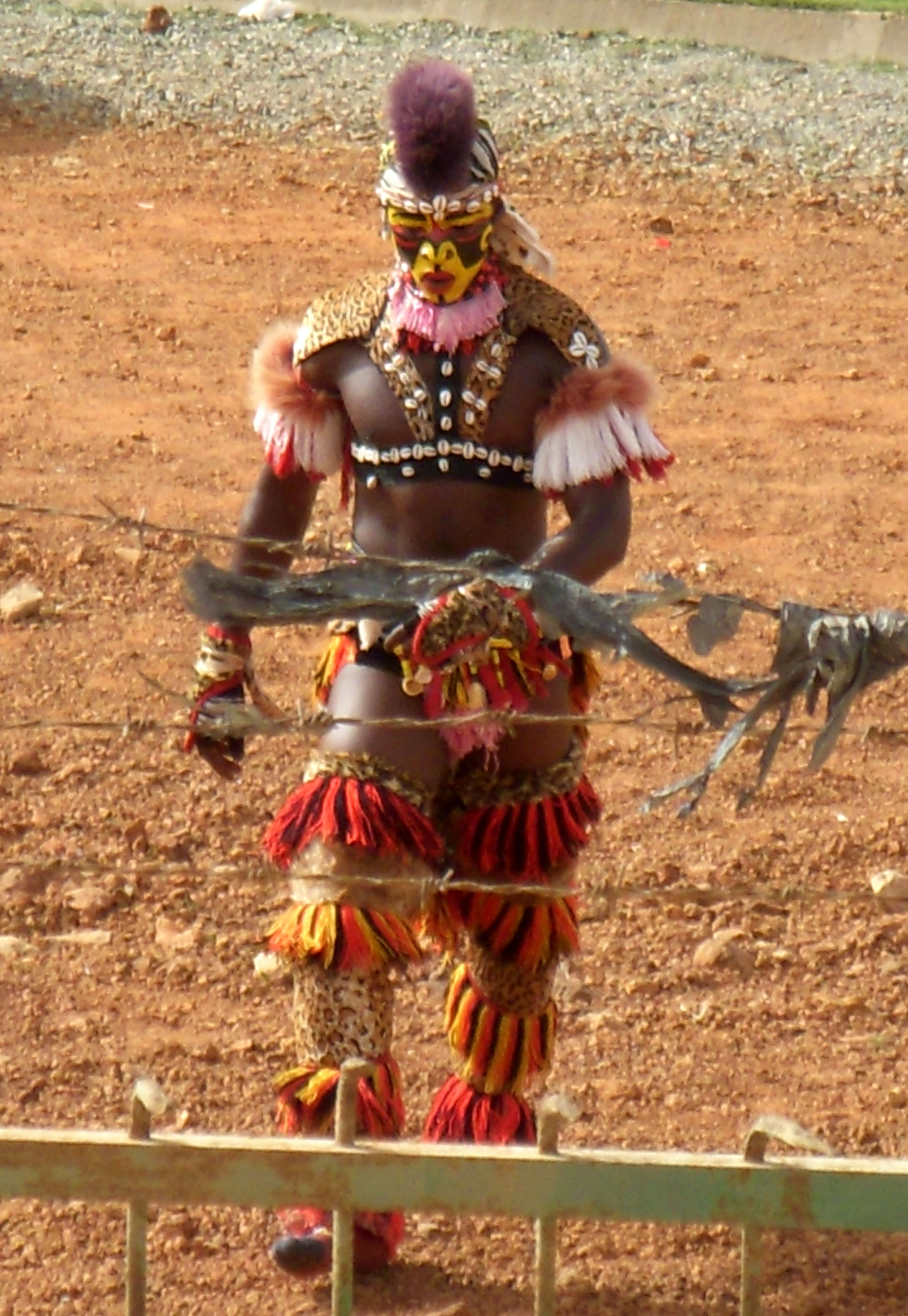
Перед боем

Сенегальская борьба (фр. Lutte sénégalaise) — национальный вид спорта в Сенегале и Гамбии.
Традиционно соревнования проходят после сезона дождей. Соревнования проходят на крупном стадионе или в деревне. К борьбе допускаются любые участники-мужчины, годные по состоянию здоровья. Продолжительность схватки длится 45 минут, с двумя перерывами по 5 минут. Поединок обслуживают 3 судьи. Победителем считается тот, кто уронил соперника на землю.
Победитель турнира может выиграть крупный рогатый скот, зерно или другие товары. Традиционно молодые люди участвуют в соревнованиях, чтобы привлечь внимание девушек и доказать свою мужественность. Как правило, перед началом боя борец исполняет танец.